# Ja’akow Chazzan
Ja’akow Chazzan (hebr.: יעקב חזן, ang.: Ya'akov Hazan, Yaakov Chazan ur. 4 czerwca 1899 w Brześciu, zm. 22 lipca 1992) – izraelski polityk, w latach 1949–1974 poseł do Knesetu z listy Mapam.
W wyborach parlamentarnych w 1949 po raz pierwszy dostał się do izraelskiego parlamentu. Zasiadał w Knesetach I, II, III, IV, V, VI i VII kadencji, przy czym w tej ostatniej z listy Koalicji Pracy.